# Auletanus
Auletanus (лат.) — род жуков из семейства букарки (триба Auletorhinini, Rhynchitidae; ранее в подсемействе Rhynchitinae в составе семейства жуков-трубковёртов, Attelabidae). Юго-Восточная Азия и Океания.

## Описание
Жуки мелких и средних размеров (2—6 мм), тело обычно более или менее грушевидное. Голова расширена в центре и образует рострум, который обычно намного длиннее остальной части головы. Глаза круглые и выступающие. Переднеспинка примерно такой же длины, как и ширина, сужающаяся кпереди, с округлыми боками. У некоторых видов на боку имеется сильный, направленный вперед шип. Надкрылья широкие, с отчётливыми плечами.
От близких родов отличается следующими признаками: передние голени лишены зубца и не расширены на вершине. Вентрит без выступов. Пронотум с округлыми боками. Антенномер 3 равен по длине или короче антенномеров 1 и 2 вместе взятых. Надкрылья с пунктирными полосами.

## Классификация
Известно около 10 видов. Род был впервые выделен в 1922 году немецким энтомологом Eduard Voss (1884—1974). Род включают в состав подтрибы Auletorhinina (трибы Auletini) из семейства букарки (или триба Auletorhinini, Rhynchitidae), или рассматривают в составе подсемейства Rhynchitinae в семействе жуков-трубковёртов, Attelabidae).
- Auletanus ascendens (Heller, 1915) — Филиппины
- Auletanus banggiensis Legalov, 2018 — Малайзия, Сабах[1]
- Auletanus disparatus Voss, 1922 — Новая Гвинея[5]
- Auletanus drescheri Voss, 1922
- Auletanus kurimansis Legalov, 2018 — Новая Гвинея (Индонезия)
- Auletanus kuscheli Legalov, 2018 — Филиппины
- Auletanus mabilabolensis Legalov, 2018 — Новая Гвинея (Индонезия)
- Auletanus palawanensis Legalov, 2018 — Филиппины
- Auletanus tawitawensis Legalov, 2007 — Филиппины
- Auletanus versicolor Legalov, 2018 — Филиппины[1]